# Loso's Way
Loso's Way je páté studiové album amerického rappera Fabolous, vydané 28. července 2009 u nahrávací společnosti Def Jam Recordings.

## O Albu
Původně mělo nést název Work Hard, Play Harder a nemělo mít mnoho hostů.
Deluxe edition verze alba byla vydána ve stejný den jako standardní verze. Jako bonus obsahuje DVD s třiceti tříminutovým stejnojmenným filmem, ve kterém hraje Fabolous hlavní roli. Film je k dostání pouze jako bonus k CD.

### Singly
První dva singly byly vydány současně 12. května 2009. Byly to písně "Throw It in the Bag" (ft. The-Dream) a "My Time" (ft. Jeremih). První se umístil na 14. příčce žebříčku Billboard Hot 100 a získal zlatou certifikaci od společnosti RIAA. Druhý se do hitparády nedostal. Stejný osud stihl i další dva singly.

## Po vydání
Debutovalo na první příčce žebříčku Billboard 200 s 99 000 prodanými kusy v první týden prodeje v USA. Celkem se alba v USA prodalo 270 000 kusů.

## Seznam skladeb
| Pořadí | Název                                                     | Hudba                     | Délka |
| ------ | --------------------------------------------------------- | ------------------------- | ----- |
| 1.     | The Way (Intro)                                           | StreetRunner, I.L.O.      | 4:09  |
| 2.     | My Time (ft. Jeremih)                                     | The Runners, Kevin Cossom | 4:00  |
| 3.     | Imma Do It (ft. Kobe)                                     | DJ Khalil                 | 3:59  |
| 4.     | Feel Like I'm Back                                        | J.U.S.T.I.C.E. League     | 4:28  |
| 5.     | Everything, Everyday, Everywhere (ft. Keri Hilson)        | Ryan Leslie               | 4:07  |
| 6.     | Throw It in the Bag (ft. The-Dream)                       | Tricky Stewart            | 3:51  |
| 7.     | Money Goes, Honey Stay (ft. Jay-Z)                        | Sami Wilf, Jermaine Dupri | 3:45  |
| 8.     | Salute (ft. Lil Wayne)                                    | Rico Law                  | 4:27  |
| 9.     | There He Go (ft. Paul Cain, Red Cafe & Freck Billionaire) | BlackOut Movement         | 4:31  |
| 10.    | The Fabolous Life (ft. Ryan Leslie)                       | Ryan Leslie               | 4:07  |
| 11.    | Makin' Love (ft. Ne-Yo)                                   | Jermaine Dupri, No I.D.   | 4:07  |
| 12.    | Last Time (ft. Trey Songz)                                | LRoc, Jermaine Dupri      | 4:10  |
| 13.    | Pachanga                                                  | Sid V                     | 4:14  |
| 14.    | Lullaby                                                   | The Alchemist, Just Blaze | 4:19  |
| 15.    | Stay (ft. Marsha Ambrosius)                               | Syience                   | 3:41  |
| 16.    | I Miss My Love                                            | Sean C. & L.V             | 5:49  |

| iTunes Bonus písně | iTunes Bonus písně       | iTunes Bonus písně | iTunes Bonus písně |
| Pořadí             | Název                    | Hudba              | Délka              |
| ------------------ | ------------------------ | ------------------ | ------------------ |
| 17.                | A Toast to the Good Life | L Pro              | 2:25               |
| 18.                | Welcome to My Workplace  | Sean C. & L.V      | 1:52               |

## Mezinárodní žebříčky
| Země                     | Umístění |
| ------------------------ | -------- |
| Kanada                   | 26       |
| US Billboard 200         | 1        |
| US Billboard R&B/Hip-Hop | 1        |
| US Billboard Rap         | 1        |